# Scourfieldia complanata
Scourfieldia complanata là một loài tảo trong họ Chlamydomonadaceae, thuộc chi Scourfieldia.